# Ribeira das Taliscas
A ribeira das Taliscas é uma ribeira portuguesa, que nasce a leste da vila de Penamacor e desagua no Pônsul, na albufeira da barragem da Idanha (ou Marechal Carmona), a montante da vila de Idanha-a-Nova.

## Caracterização

### Designação e descrição
A ribeira das Taliscas é também conhecida por Rio Torto. Esta última designação é utilizada no troço final, entre a foz e o local onde recebe como afluente a Ribeira de Medelim, junto ao Moinho do Coucho. Já assim seria em 1758, conforme descrito pelo Frei Manuel Ferreira, nas "Memórias Paroquiais de 1758" sobre Proença-a-Velha: "Chama-se rio Torto e ...deste termo até onde morre conserva o mesmo nome e para cima até onde nasce se chama Ribeira."
A designação de Torto deve-se certamente à enorme sinuosidade que apresenta no troço acima mencionado.

### Percurso
Nasce na vertente sul de Penamacor e passa próximo das freguesias de Águas, Pedrógão de São Pedro,  Bemposta e Proença-a-Velha, entes de ir desaguar no Rio Ponsul, próximo da barragem Marechal Carmona, no lugar do Torrão.

### Afluentes
Tem como principais afluentes:
1 - A Ribeira da Raivosa, que banha Aldeia do Bispo e desagua na ribeira das Taliscas no extremo norte da freguesia das Águas;
2 - A Ribeira de Medelim, que desagua na ribeira das Taliscas entre as povoações de  Bemposta e de Proença-a-Velha, junto ao moinho do Coucho;
3 - O Ribeiro Mourisco, que entra na ribeira das Taliscas já a sul de Proença-a-Velha, no lugar do Pisão.